# Astragalus amphioxys
Espèce
Classification phylogénétique
Astragalus amphioxys est une espèce de plantes à fleurs de la famille des Fabacées et de la sous-famille des Faboideae, endémique d'Amérique du Nord.

## Description morphologique

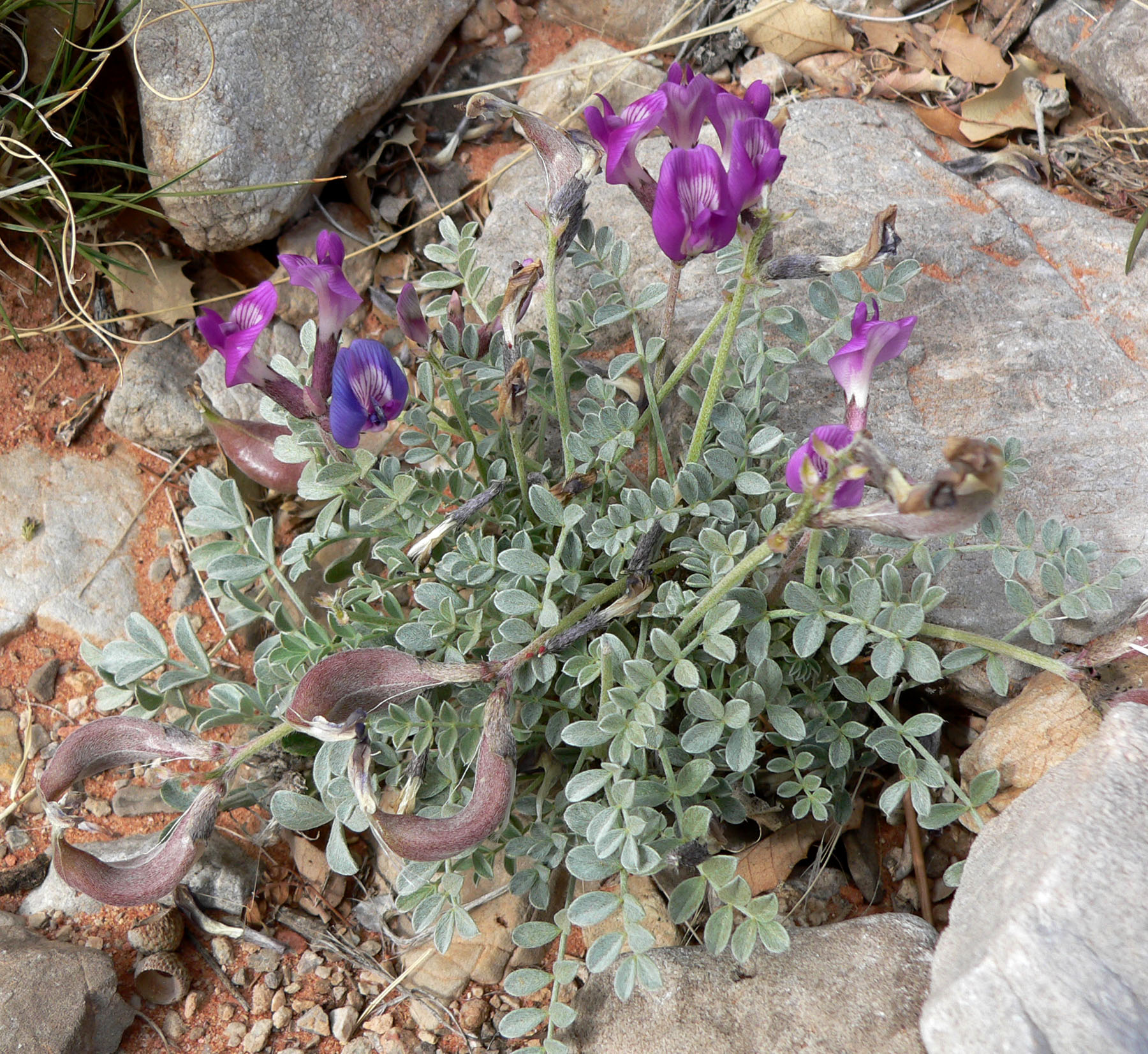
Floraison dAstragalus amphioxys.

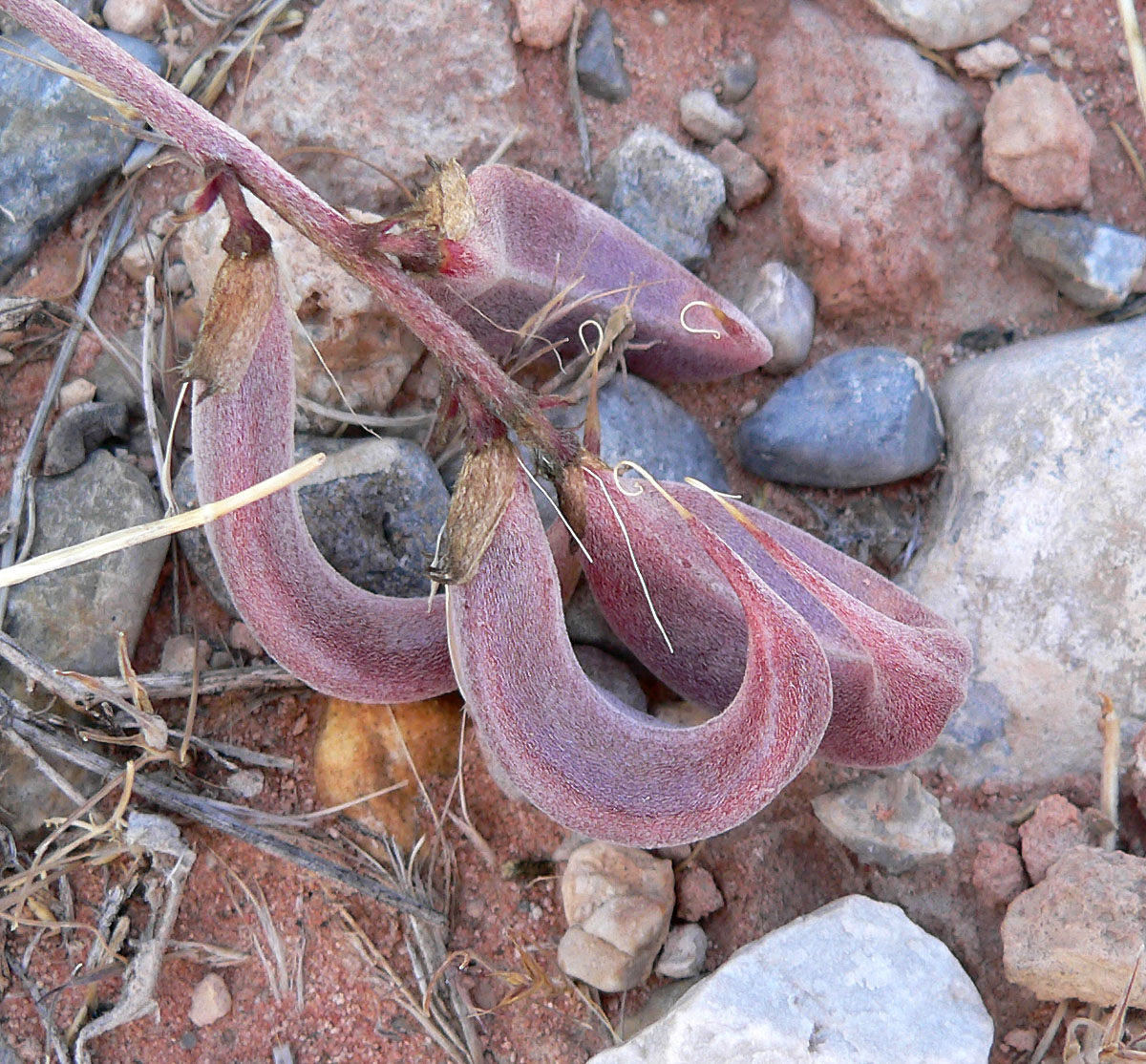
Gros plan sur les fruits de lAstragalus amphioxys.

### Appareil végétatif
C'est une plante herbacée annuelle.
La plante aux feuilles composées est couvertes de poils lui donnant un aspect gris-vert ou glauque. Les feuilles, imparipennées, possèdent de 7 à 21 folioles ovales de 3 à 20 mm de longueur. La plante entière mesure entre 5 et 25 cm de hauteur.

### Appareil reproducteur
La floraison survient entre mars et juin. 
Les fleurs, de couleur rose ou rouge violacé, se présentent en courtes grappes. Chaque fleur mesure entre 2 et 2,5 cm de long ; la corolle comprend 5 pétales : un large pétale supérieur, deux latéraux, et deux inférieurs, joints en forme de proue de navire. Les fruits sont des gousses de 2 à 5 cm de long fuselées aux deux extrémités et pointues à l'extrémité distale. Ces gousses permettent de distinguer cette espèce d'autres astragales : elles ne contiennent qu'une chambre, et la suture inférieure se situe au fond d'un sillon et non au sommet d'une crête.

## Répartition et habitat
Astragalus amphioxys pousse sur les sols de sable ou de graviers des déserts, ou dans les steppes arides, ou parmi les bois arides des montagnes désertiques (association Pinus-Juniperus).
Son aire de répartition est limitée aux zones arides du Mexique et du sud-ouest des États-Unis. Elle va, aux États-Unis, du Nevada au Colorado au nord jusqu'au Nouveau-Mexique et à l'ouest du Texas au sud.

## Taxinomie
Cette espèce a été décrite en 1878 par le botaniste américain Asa Gray dans "Proceedings of the American Academy of Arts and Sciences". 

### Variétés
Cette espèce présente, selon certains auteurs, plusieurs variétés:
- Astragalus amphioxys var. amphioxys Gray
- Astragalus amphioxys var. modestus Barneby
- Astragalus amphioxys var. musimonum (Barneby) Barneby
- Astragalus amphioxys var. vespertinus (Sheldon) M.E. Jones.

Mais d'autres auteurs les considèrent comme synonymes d'Astragalus amphioxys.
Les variétés Astragalus amphioxys var. melanocalyx (Rydb.)Tiderstr. et Astragalus amphioxys var. typicus Barneby sont encore plus rarement considérées comme valides.
Selon le Missouri Botanical Garden, la variété Astragalus amphioxys var. brachylobus A. Gray ex M.E. Jones a été réattribuée à l'espèce Astragalus tephrodes et la variété Astragalus amphioxys var. cymbellus M.E. Jones à l'espèce Astragalus cymboides

### Synonymes
Astragalus amphioxys s'est vu attribuer de nombreux autres noms: 
- Astragalus crescenticarpus E.Sheld.
- Astragalus marcusjonesii Munz
- Astragalus selenaeus Greene
- Astragalus shortianus var. minor A.Gray
- Xylophacos amphioxys (A.Gray)Rydb.
- Xylophacos aragalloides Rydb.
- Xylophacos melanocalyx Rydb.

### Photos
- Galerie de photos d'Astragalus amphioxys sur le site Calphotos